# Detlef Uibel
Detlef Uibel (Guben, 24 de abril de 1959) es un deportista de la RDA que compitió en ciclismo en la modalidad de pista. Ganó una medalla de bronce en el Campeonato Mundial de Ciclismo en Pista de 1981, en la prueba de velocidad individual.

## Medallero internacional
| Campeonato Mundial | Campeonato Mundial    | Campeonato Mundial | Campeonato Mundial       |
| Año                | Lugar                 | Medalla            | Competición              |
| ------------------ | --------------------- | ------------------ | ------------------------ |
| 1981               | Brno (Checoslovaquia) | Medalla de bronce  | Velocidad individual (A) |